# 二瓶拓也
二瓶 拓也（にへい たくや、1984年3月7日 - ）は、日本の元俳優。所属劇団は花組芝居。

## 人物・来歴
福島県出身。身長168cm。血液型B型。大阪芸術大学舞台芸術学科演技演出コース卒業。特技は、時刻表を早く引くこと、歌。
2020年8月1日、同年7月31日をもって所属事務所である「る・ひまわり」を離れ、俳優業を引退したことを発表。所属劇団である「花組芝居」には在籍を継続した上で、今後は裏方として関わっていく予定であることを明かした。

## 出演

### テレビ
- かみばな 〜日本には八百万の神様がいるかもしれない〜（2012年12月31日、BS11）
- かみばな 〜日本には八百万の神様がいるかもしれない〜（2013年4月 - 7月、BS11） - イナバくん 役、ほか
- ぴんとこな 第6話（2013年8月22日、TBS）
- S -最後の警官- 第5話（2014年2月9日、TBS）

### 舞台

#### 花組芝居公演
- 「百鬼夜行抄2」
- 「かぶき座の怪人」
- 「KANADEHON　忠臣蔵」
- 「泉鏡花の夜叉ヶ池」
- 「怪談牡丹燈籠」
- 「花たち女たち」
- 「番町皿屋敷」
- 「聖ひばり御殿」
- 「天守物語」
- 「菅原伝授手習鑑〜天神さまのきた道〜」
- 「婦系図」
- 「南北オペラ〜水下きよしの唄声が蘇る!〜」
- 「かもめ」
- 「毛皮のマリー」
- 「桐一葉」
- 劇団創立30周年記念公演「泉鏡花の夜叉ヶ池～素ネオかぶき」
- 「黒蜥蜴」

#### その他
- 兎町十三番地「メリーゴーランド　フーガ」（2008年、作・演出：中川昌紀、伊丹市立演劇ホール） - 主演
- 空想組曲「遠ざかるネバーランド」（2010年、作・演出：ほさかよう、中野ザ・ポケット） - トゥートルズ 役
- 遊戯団夢命クラシックス「雅貴とクダンの奇妙な夜」（2010年、作・演出：伊藤マサミ、新宿シアターモリエール） - 主演
- PATA PATA☆MAM Produce Live Part 6 「ようこそ、203号室へ。」（2010年、LANTERN）
- 「遠ざかるネバーランド」（2011年、作：ほさかよう / 演出：北澤秀人、青山円形劇場） - ルフィオ 役
- 空想組曲「ドロシーの帰還」（2011年、作・演出：ほさかよう、赤坂REDシアター）
- 「大江戸鍋祭〜あんまりはしゃぎ過ぎると討たれちゃうよ〜」（2011年12月、明治座 / 梅田芸術劇場） - 武林唯七 役
- 空想組曲「深海のカンパネルラ」（2012年、作・演出：ほさかよう、赤坂REDシアター）
- 「MACBETH」（2012年、作：斎藤栄作 / 演出：板垣恭一、ラフォーレミュージアム原宿） - ロス役
- 「ドリームジャンボ宝ぶね 〜けっしてお咎め下さいますな〜」（2013年1月、青山劇場 / 梅田芸術劇場） - 弁財天 役
- 空想組曲「虚言の城の王子」（2013年、作・演出：ほさかよう、吉祥寺シアター）
- Musical「でも未来には君がいる」（2013年8月、作・演出：斎藤栄作、青山円形劇場）
- 「私のホストちゃん」（2013年、作・演出：村上大樹、青山劇場） - 秘書 役
- 歳末明治座 る・フェア 〜年末だよ!みんな集合!!〜（2013年12月、明治座 / NHK大阪ホール） - 藤原国衡 役
- 「うさぎレストラン」（2014年2月、作・演出：ほさかよう、六行会ホール） - 染谷役
- 「旦那er's High!!」（2014年6月、作・演出：保木本真也、BOX in BOX）
- 「好きよキャプテン」（2014年10月、作・演出：石山英憲、新宿シアターモリエール）
- 「眠れない羊」（2014年12月、作・演出：ほさかよう、CBGK シブゲキ!! / かでる2・7）
- 「遠ざかるネバーランド」（2015年3月、脚本・演出：ほさかよう　東京芸術劇場シアターウエスト）
- 「滝口炎上」（2015年5月、脚本：毛利亘宏　演出：板垣恭一　明治座）
- ナイスコンプレックスN23『よみ人シラズ』　（2015年9月、作・演出：キムラ真　吉祥寺シアター）
- 「晦日明治座納め・る祭」（2015年12月、明治座 / 2016年1月、梅田芸術劇場、脚本：赤澤ムック　演出：板垣恭一)
- 「さよなら、先生」（2016年4月、脚本・演出：大野裕明（花組芝居）　下北沢・シアター711）
- Musical「TARO URASHIMA」（2016年8月、作：池田鉄洋　演出：板垣恭一、明治座）
- あやめ十八番　第七回公演「霓裳羽衣」（2016年12月、作・演出：堀越涼、東京芸術劇場シアターウエスト）
- 「SENGOKU～RU・TENエピソード2～猿狸合戦」（2017年2月、作：赤澤ムック　演出：佐々木充郭、東京芸術劇場シアターイースト）
- 「山梨のアソコ」（2017年7月、作・演出：石山英憲、高田馬場ラビネスト）
- 「向日葵のかっちゃん」（2017年8月、原作：西川司　脚本・演出：わかぎゑふ、博品館劇場）
- 「ゆく年く・る年冬の陣 師走明治座時代劇祭」（2017年12月、明治座 / 2018年1月、梅田芸術劇場、作：赤澤ムック　演出：板垣恭一）
- 「白痴」（2018年3月、原作：坂口安吾　脚本・演出：ほさかよう、CBGK!シブゲキ）

### ミュージックビデオ
- 松の廊下走り隊7「キラ☆キラ KIRA Killers」
- DA2-DANZIN「ダッシュ＆キック」「どうしても」
- かむろ8「スパイなスパイス」